# Alessio Isaia
Alessio Isaia (Roccabruna, 20 settembre 1986) è un giocatore di poker italiano.
È, insieme ad Edoardo Alescio, l'unico italiano ad aver vinto un titolo del World Poker Tour: nel febbraio 2011 ha vinto il Main Event del €3.000 No Limit Hold'em disputatosi al Casinò di Venezia, aggiudicandosi la cifra di €380.000.
Vanta inoltre 10 piazzamenti a premi alle WSOP, conseguiti nelle edizioni 2008, 2009, 2010 e 2011. Nel circuito EPT ha conseguito 6 piazzamenti a premi.
Nell'evento #5 $1.500 Seven Card Stud delle WSOP 2011 ha sfiorato la vittoria del braccialetto, venendo sconfitto dall'ucraino Eugene Katchalov nell'heads-up decisivo, pur essendo partito in netto vantaggio di chips.
A novembre 2011 le sue vincite live ammontano a quasi 2 milioni di dollari.